# Nagrada hrvatskog glumišta za lutkarsku predstavu ili predstavu za djecu i mlade
Dobitnici Nagrade hrvatskog glumišta za lutkarsku predstavu ili predstavu za djecu i mlade.
Nagrađivane predstave:
| Sezona      | Predstava                                                                     | Redatelj                       | Kazalište                                          |
| 1993./1994. | Blago babe Mrzulje (Thomas de Quinsy/Ladislav Dvorsky)                        | Vladimir Predmersky            | Dječje kazalište Branka Mihaljevića                |
| 1994./1995  | Mrvek i crvek (Astrid Lindgren/Astrid Torudd)                                 | Rene Medvešek                  | MIG OKA, Zagreb                                    |
| 1995./1996. | Djevojčica sa žigicama (Hans Christian Andersen)                              | Dubravka Crnojević/Marin Carić | Dječje kazalište Branka Mihaljevića                |
| 1996./1997. | Pierrot ili tajne noći (Michel Tournier)                                      | Ivica Šimić                    | Mala scena, Zagreb                                 |
| 1997./1998. | Norci (Dubravko Torjanac)                                                     | Dubravko Torjanac              | HNK Varaždin                                       |
| 1998./1999. | Č.P.G.A (Alan Ayckbourn)                                                      | Rene Medvešek                  | Zagrebačko kazalište mladih                        |
| 1999./2000. | Auto moto bajka (Đuro Roić)                                                   | Zoran Mužić                    | Zagrebačko kazalište lutaka                        |
| 2000./2001. | Tajne začarane šume (Zvjezdana Ladika)                                        | Ivica Šimić                    | Mala scena                                         |
| 2001./2002. | Bajka o ribaru i ribici (Aleksandar Sergejevič Puškin)                        | Robert Waltl                   | GK Žar ptica, Zagreb                               |
| 2002./2003. | Robinzon (Daniel Defoe)                                                       | Sunny Sunniski                 | Kazalište lutaka Zadar                             |
| 2003./2004. | Sivica (Zvonimir Balog)                                                       | Vedrana Vrhovnik               | Gradsko kazalište lutaka Split                     |
| 2004./2005  | Palčica (Hans Christian Andersen)                                             | Robert Waltl                   | GK Žar ptica, Zagreb                               |
| 2005./2006  | Čarobna frula (Wolfgang Amadeus Mozart)                                       | Krešimir Dolenčić              | Zagrebačko kazalište lutaka                        |
| 2006./2007. | Baltazar ili potraga za čudesnom kapljicom (Ana Tonković)                     | Krešimir Dolenčić              | Zagrebačko kazalište mladih                        |
| 2007./2008. | Zločestobija (Marijana Nola)                                                  | Nina Kleflin                   | GK Žar ptica, Zagreb                               |
| 2008./2009  | Ne, prijatelj (Nino D'Intron/Giacom Ravicchi )                                | Rene Medvešek                  | Gradsko kazalište Trešnja, Zagreb                  |
| 2009./2010  | Dječak Ivek i pas Cvilek (Jelena Kovačić prema motivima knjige Đure Vilovića) | Anica Tomić                    | HNK Varažin i Kazališna družina Pinkleci, Čakovec. |
| 2010./2011  | Veli Jože (Vladimir Nazor )                                                   | Zoran Mužić                    | Gradsko kazalište Trešnja, Zagreb                  |
| 2011./2012  | Rent a friend (Dora Ruždjak Podolski, Saša Božić)                             | Anja Suša                      | Gradsko kazalište Trešnja, Zagreb                  |
| 2012./2013  | Mrvice iz dnevnog boravka (Sanja Pilić)                                       | Franka Perković                | GK Žar ptica, Zagreb                               |
| 2013./2014  | Ja i moji osjećaji (Ivica Boban)                                              | Ivica Boban                    | GK Žar ptica, Zagreb                               |
| 2014./2015  | Moja obitelj i jedan jež (Hrvoje Zalar)                                       | Ivana Boban                    | Kazalište Smješko, Zagreb                          |
| 2015./2016  | Bajka o Žar ptici (prema ruskoj narodnoj bajci)                               | Ivica Boban                    | GK Žar ptica, Zagreb                               |
| 2017./2018  | Nikomu pravo (Ana Prolić prema narodnoj bajci)                                | Ana Prolić                     | Kazalište lutaka Zadar, Zadar                      |
| 2018./2019  | Tonček i Točkica (Erich Kästner)                                              | Anja Maksić Japundžić          | GK Žar ptica, Zagreb                               |
| 2019./2020  | Flekavac (Nina Mitrović                                                       | Renata Carola Gatica           | GKL Rijeka, Rijeka                                 |
| 2020./2021  | Miš u toću (Ivana Vuković                                                     | Ivan Plazibat                  | GKL Split, Split                                   |
| 2021./2022  | Mala Frida (Jelena Kovačić)                                                   | Anica Tomić                    | GK Žar ptica, Zagreb                               |
| 2022./2023  | Dražen (Paško Vukasović i Ivana Vuković)                                      | Paško Vukasović                | Gradsko kazalište Trešnja& HNK Šibenik             |